# Turid Knaak
Turid Knaak (Essen, Alemania; 24 de enero de 1991) es una futbolista alemana. Juega como extremo derecha y su equipo actual es el VfL Wolfsburgo de la Bundesliga de Alemania. Es internacional absoluta con Alemania desde 2018.
Ha ganado una Liga de Campeones en 2009 y dos Copas de Alemania en 2009 y 2010 con el FCR 2001 Duisburgo. Tras trece temporadas en la Bundesliga jugando para el Duisburgo, Bayer Leverkusen y SGS Essen, pasando por una breve cesión de dos meses por el Arsenal fichó por el Atlético de Madrid, con el que ha ganó una Supercopa.
Con la Selección Nacional fue campeona del mundo Sub-20 en 2010 y campeona de Europa sub-17 y medalla de bronce en el campeona del mundo Sub-17 en 2008. Fue convocada con la selección absoluta en octubre de 2015, pero ese mismo mes se rompió la tibia y el peroné y no pudo jugar al fútbol durante más de un año. Debutó con la selección en abril de 2018, con la que ha jugado habitualmente. Formó parte de la convocatoria oficial para participar en el Mundial de Francia, aunque no dispuso de ningún minuto durante dicho campeonato.
Además de futbolista es investigadora en el campo de educación especial. Su tesis doctoral versa sobre la adquisición del lenguaje escrito de niños con dificultades de aprendizaje.

## Trayectoria

### Debut y títulos en Duisburgo (2007-2011)
La carrera de Turid Knaak comenzó en SC Rellinghausen. Tras jugar con el SC Steele 03/20 y SG Essen-Schönebeck , fichó por el FCR 2001 Duisburgo en 2003. En 2007 marcó el gol de la victoria en la final del campeonato juvenil ante el Bayern de Múnich. Fue la primera vez que el Duisburgo ganaba este campeonato.
Debutó el 19 de agosto de 2007 en la primera jornada de liga de la Bundesliga con el primer equipo, y marcó el único gol del partido ante el Hamburgo. Knaak empezó muy bien la temporada, marcando 4 goles en los primeros 4 partidos de liga y fue titular habitual. En febrero de 2008, el entrenador Thomas Obliers dimitió. Martina Voss se hizo cargo del equipo, y siguió contando con Knaak. En la penúltima jornada del partido empataron con el líder, el 1. FFC Frankfurt. Ambos equipos ganaron sus últimos partidos, por lo que Duisburgo fue subcampeón por cuarta vez consecutiva. Knaak jugó 19 de los 22 partidos y marcó 5 goles. En la Copa alcanzaron los cuartos de final, en los que fueron eliminadas por el Bayern de Múnich.
En la temporada 2008-09 el Duisburgo participó en la Liga de Campeones por primera vez. Knaak debutó el 10 de octubre de 2008 en la competición continental con victoria por 5-1 ante el Naftokhimik. Fue titular en los tres partidos de la fase de grupos. No participó en los cuartos de final. El equipo llegó invicto a las semifinales, en el que eliminaron al Olympique de Lyon. En la final ganaron por 6-0 en el Zvezda en la ida y empató a uno en el partido de vuelta y ganaron el campeonato europeo. En ese partido se batió el récord de espectadores en un partido femenino de clubes, con 28.112 asistentes. Knaak fue suplente en las semifinales y en ambos partidos de la final.
En la Copa tuvo una actuación decisiva en la semifinal contra el Bayern de Múnich, forzando la prórroga con un gol en el minuto 80 y marcando el lanzamiento decisivo en la tanda de penaltis. Ganaron por 7-0 al 1. FFC Turbine Potsdam en la final y lograron el título. En la liga quedaron en tercera posición. Knaak tuvo continuidad y jugó 16 partidos de liga, 11 de ellos como titular, y marcó 4 goles.
Antes de la temporada 2009-10 el equipo perdió a dos de sus mejores jugadoras, Fatmire Bajramaj y Sonja Fuss. Comenzaron muy bien la temporada y estuvieron invictas hasta marzo de 2010. Dos derrotas consecutivas ante 1. FFC Frankfurt y 1. FFC Turbine Potsdam cortó la racha. Una victoria por 2-1 ante el Bayern de Múnich aseguró a las leonas el subcampeonato. En la Copa volvieron a ser campeonas con una victoria 1-0 en la final contra la FF USV Jena. En la Liga de Campeones alcanzaron las semifinales, en las que fueron eliminadas en la tanda de penaltis por el 1. FFC Turbine Potsdam. Knaak disputó 19 partidos de liga y marcó 3 tantos.
En la temporada 2010-11 fueron terceras en la liga, en los que Knaak jugó 18 partidos y marcó un gol. Alcanzaron los cuartos de final en la Copa, cayendo eliminadas por el Bayern de Múnich. En la Liga de Campeones volvieron a alcanzar las semifinales, y fueron eliminadas de nuevo por el 1. FFC Turbine Potsdam.

### Salto a Leverkusen y experiencia en Inglaterra (2011-2014)
El Duisburgo estaba atravesando problemas financieros y cada año tenía que deshacerse de varias de sus jugadoras, lo que acabaría con la quiebra del club en 2013. En 2011 le tocó dejar el club a Knaak, que fichó por el Bayer Leverkusen. Debutó el 21 de agosto ante el Bayern de Múnich con una derrota por 3-0. En su primera temporada quedaron en puestos de descenso, pero el Hamburgo decidió retirar a su equipo de la competición, con lo que permanecieron en la Bundesliga. Knaak disputó 19 partidos de liga y no marcó ningún gol. En la Copa fueron eliminadas en la segunda ronda.
En la temporada 2012-13 el club mejoró sus actuaciones bajo las órdenes de Thomas Obliers. Knaak marcó su primer gol con el Leverkusen el 27 de agosto en partido de Copa ante el Mainz. Luego fueron eliminadas por el Duisburgo, y quedaron en octava posición en liga. Knaak disputó 22 partidos de liga y marcó cinco goles.
La siguiente temporada quedaron en séptima posición. Fue su mejor temporada con el Bayer Leverkusen, jugó 22 partidos y marcó 8 goles. En la Copa de Alemania cayeron en los octavos de final.
En julio de 2014 se unió al Arsenal en una cesión por dos meses. Debutó el 10 de julio con las 'gunners' en la Continental Cup con un doblete y victoria por 7-0 sobre London Bees. Durante su corta cesión alcanzó a jugar 4 partidos de liga y 3 de copa, y dio una asistencia en la victoria por 4-0 ante el Manchester City.

### Lesión y descenso (2014-2017)

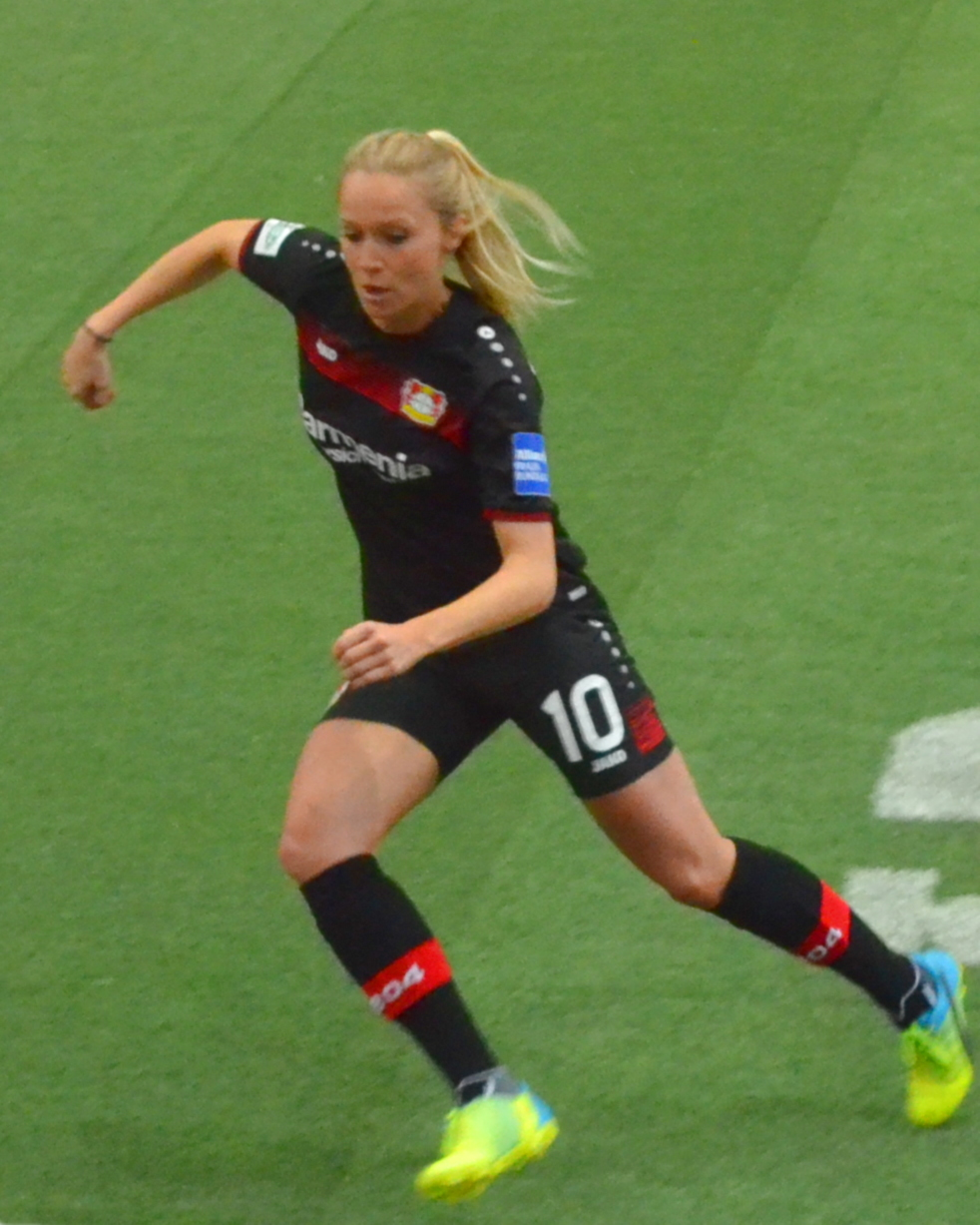
Turid Knaak jugando con el Bayer Leverkusen en 2017

En la temporada 2014-15 fueron novenas. Knaak disputó 19 partidos de liga y marcó dos goles. En la Copa voliveron a ser eliminadas en los octavos de final.
La temporada 2015-16 empezó con malos resultados, con dos derrotas en las dos primeras jornadas, un empate ante el Jena a pesar de disponer de más oportunidades y otra derrota en un alocado partido por 5-4 ante el Essen. En la quinta jornada Knaak marcó el gol de la victoria ante el Turbine Potsdam, y estuvo cerca de ser elegida mejor jugadora de la jornada. En la sexta jornada volvió a marcar el gol de la victoria en el derbi ante el FC Köln. Knaak llevaba tres goles en seis partidos y fue convocada por primera vez con la selección absoluta.
En octubre de 2015 Knaak sufrió una factura de tibia y peroné en un partido amistoso, que la apartó de los terrenos de juego durante más de un año. A pesar de su lesión el Bayer Leverkusen prorrogó su contrato por una temporada más. El Bayer Leverkusen quedó en décima posición en liga, justo por encima del descenso, aunque con un margen de 8 puntos. Una vez más, en Copa Knaak marcó un gol decisivo para pasar las rondas regionales ante el FFC Niederkirchen, pero cayeron en los octavos de final.
Ya recuperada volvió a jugar el 4 de diciembre de 2016 en partido de Copa ante el Jena, y marcó uno de los cinco goles que anotó el Bayer Leverkusen. Volvió a marcar en los cuartos de final, y cayeron en semifinales ante el SC Sand. En la liga jugó 14 partidos y marcó dos goles. No lograron evitar el descenso a la segunda división y Knaak salió del club.

### Éxitos en Essen y selección (2017-2020)
En 2017 Knaak fichó por el SGS Essen, al que regresó tras haber jugado en categorías inferiores. Debutó con su nuevo equipo el 2 de septiembre de 2017 en la primera jornada de liga, creando varias ocasiones pero con derrota por 0-3 ante el Bayern de Múnich. Su primer gol llegó tres semanas después en la tercera jornada de liga ante el Hoffenheim. En su primera temporada marcó 7 goles en 21 partidos, y el Essen quedó en la quinta posición de la liga. En la Copa alcanzaron las semifinales, en las que fueron eliminadas por el Wolfsburgo. Tras sus buenas actuaciones Knaak logró debutar con la selección absoluta en abril de 2018.
En la temporada 2018-19 el Essen alcanzó su mejor posición histórica en la Bundesliga al quedar en cuarta posición, aunque llegó a ser tercero tras un doblete de Knaak ante el Frankfurt. Knaak jugó 21 partidos de liga y marcó 4 goles. En la Copa no tuvieron una buena actuación y fueron eliminadas en los octavos de final.
En la temporada 2019-20 quedaron en quinta posición. Knaak jugó los 22 partidos de liga y marcó 5 tantos. Esa temporada el Essen alcanzó por primera vez la final de la Copa Pokal, en al que cayeron en la tanda de penaltis, tras empatar a tres goles con el Wolfsburgo. Knaak fue sustituida en el minuto 78 del partido, cuando iban empatadas a dos goles.

### Salto a España y retorno (2020-act.)

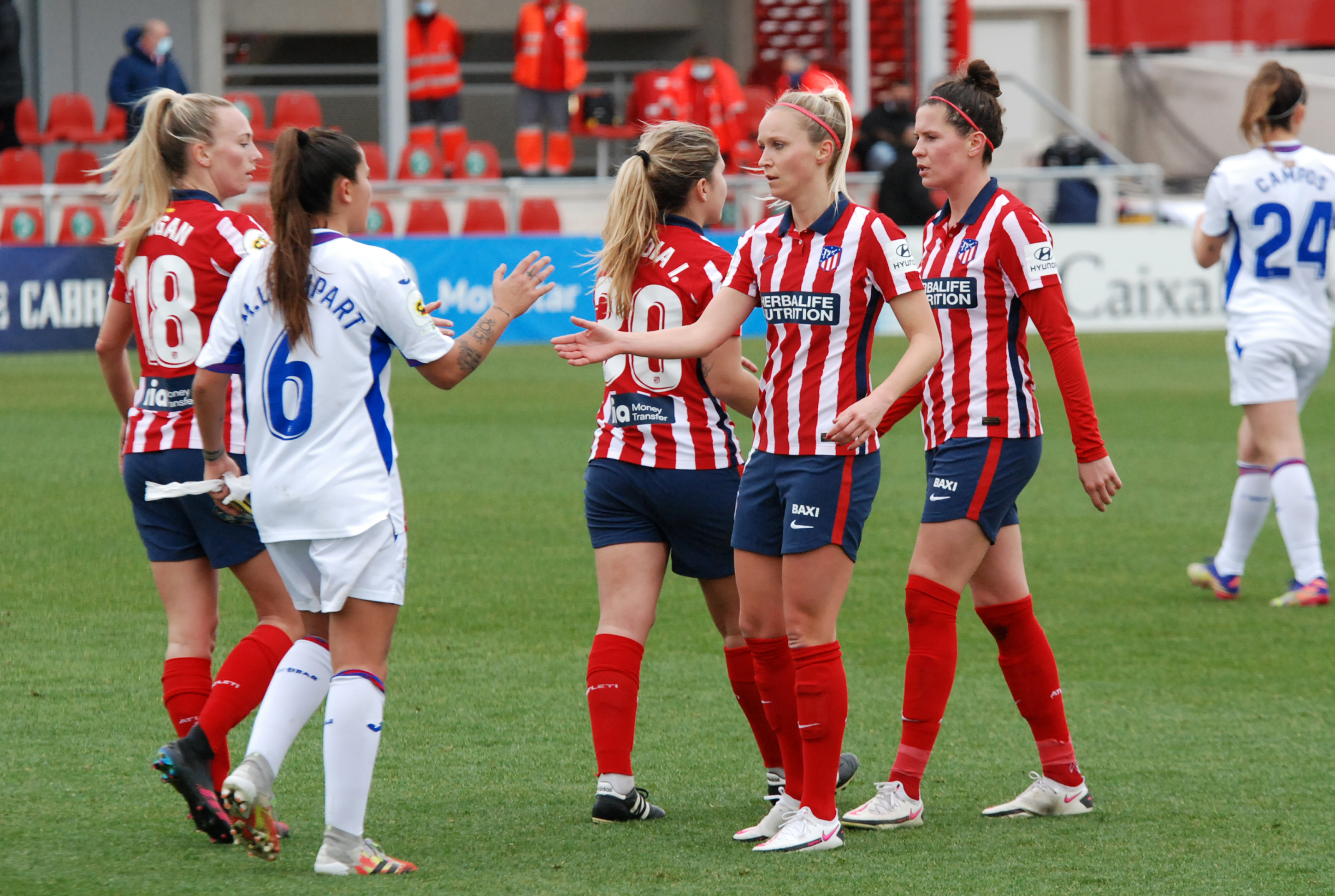
Knaak y otras jugadoras del Atlético de Madrid y Eibar se saludan tras un encuentro de liga

El 14 de julio de 2020 fichó por el Atlético de Madrid. Debutó con el cuadro rojiblanco el 21 de agosto en los cuartos de final de la Liga de Campeones perdiendo por 1-0 ante el Barcelona. Durante unos entrenamientos con su selección sufrió una fractura de clavícula que le impidió debutar en liga, hasta el 1 de noviembre, cuando jugó varios minutos ante el Escuelas de Fútbol Logroño. El 15 de noviembre de 2020 marcó su primer gol como colchonera en la victoria por 4-1 sobre el Betis, además de dar un pase que acabaría en el gol de Ludmila da Silva. Durante la temporada alternó partidos como titular con el banquillo, y el equipo no cumplió las expectativas en liga, descolgándose de la lucha por los puestos de Liga de Campeones. En enero de 2021 ganaron la Supercopa tras superar al F. C. Barcelona en la tanda de penaltis en las semifinales, partido en que Knaak fue titular, y ganando cómodamente al Levante en la final, en la que Knaak jugó la segunda parte. Se asentó como lateral derecho a final de la temporada tras lesionarse Alia Guagni y Grace Kazadi, con buenas actuaciones. En la Copa de la Reina alcanzaron las semifinales, en las que fueron eliminadas por el Levante.
En junio de 2021 fichó por el VfL Wolfsburgo.

## Selección nacional

### Categorías juveniles
En 2006 jugó 5 partidos y marcó 5 goles con la selección sub-15 alemana, lo que la convirtió en la jugadora que más goles ha marcado en esta selección.
En 2006 debutó con la selección sub-17. Compartió delantera con Dzsenifer Marozsán, Alexandra Popp y Svenja Huth. El 22 de mayo de 2006, el Comité Ejecutivo de la UEFA aprobó el nuevo torneo, al igual que la clasificación de cuatro equipos para la Copa Mundial Femenina de Fútbol Sub-17 de la FIFA 2008 a realizarse en Nueva Zelanda. En febrero de 2007, 40 naciones entraban en el sorteo y las eliminatorias comenzaban en septiembre. Alemania derrotó a Israel por 8-0, con un gol de Knaak. Volvió a marcar en la victoria por 10-0 ante Bulgaria. Jugó también el tercer encuentro ante Noruega, que acabó con victoria alemana por 6-1. En abril de 2008 marcó un doblete a Polonia en la fase de grupos y lograron la clasificación para el Campeonato Europeo y el Mundial. En la fase final del Campeonato europeo se proclamaron campeonas al eliminar a Dinamarca en semifinales y ganar a Francia en la final.
En el Mundial de Nueva Zelanda fue titular y marcó un gol en el partido inaugural ante Costa Rica, en el que ganaron por 5-0. Fue sustituida en el minuto 66 y no jugó los otros dos partidos de la fase de grupos ante Ghana (3-2) y Corea del Norte (1-1), por molestias en el tobillo. Volvió a ser titular ante Canadá, partido que ganaron por 3-1, y en la semifinal ante Estados Unidos, que perdieron por 2-1. Marcó un gol en el partido de consolación ante Inglaterra, en el que lograron el tercer puesto tras ganar por 3-0.
Debutó con la Selección Sub-19 en 2009. Marcó su primer gol en la categoría en un amistoso contra Suecia.
En la fase de clasificación para el Campeonato Europeo golearon a Polonia y Serbia y Knaak marcó el primer gol en la victoria por 3-0 sobre Noruega, que les dio la clasificación para la fase final. En la fase de grupos Alemania ganó por 4-1 a Italia, con asistencia de Knaak en el tercer gol. En el segundo encuentro Knaak marcó un triplete y ganaron por 5-1 a Escocia, y dio una asistencia. En el tercer partido ganaron por 2-1 a Inglaterra, y Knaak marcó el segundo gol de las alemanas. En la semifinal empataron a un gol ante Francia y fueron eliminadas en la tanda de penaltis. Con cuatro goles fue la máxima goleadora del torneo junto a Lieke Martens.
En julio de 2010 se disputó la Copa del Mundo sub-20, de la que Alemania era sede y en la que se proclamaron campeonas. Knaak fue convocada para disputar el campeonato. Alemania
ganó 4-2 a Costa Rica en el primer partido de la fase de grupos. El primer gol teutón vino del rechace a un disparo de Knaak. En el segundo partido Knaak fue suplente y ganaron a Colombia por 3-1 y se clasificaron para los cuartos de final. En el último partido de la fase de grupos jugó de titular y se vengaron de su verdugo en el Europeo y golearon a Francia por 4-1. En cuartos de final fue suplente y ganaron a Cora del Norte (2-0). Nu jugó en semifinalesm en las que golearon a Corea del Sur (5-1). Fue suplente en la final a Nigeria (2-0).
Entre 2010 y 2012 formó parte de la extinta Selección Sub-23.

### Selección absoluta
Fue convocada por primera vez para jugar en la Selección absoluta en octubre de 2015 para participar en la clasificación de la Eurocopa, sustituyendo a Pauline Bremer por lesión, aunque no disputó ningún minuto de los dos partidos que disputó Alemania ante Rusia y Turquía. Poco después sufrió una fractura de tibia y peroné en un partido de amistoso con su club, de la que tardó más de un año en recuperarse.
Una vez recuperada Knaak siguió contando para la seleccionadora Steffi Jones, tomando parte de las pruebas de rendimiento y siendo convocada en un amistoso, pero no llegó a debutar con ella. tras su destitución en marzo de 2018 Horst Hrubesch convocó a Knaak. El 10 de abril de 2018 debutó en un partido clasificatorio para el Mundial ante Eslovenia, al salir en la segunda parte. En una buena jugada individual estuvo a punto de marcar un gol.
El 10 de junio de ese mismo año marcó su primer gol internacional de falta directa en un partido amistoso ante Canadá, que les sirvió para ganar por 3-2. Fue titular en el último partido de la clasificación ante Islas Feroe.
El 14 de mayo de 2019 formó parte de la convocatoria oficial para participar en el Mundial de Francia. En el campeonato Alemania alcanzó los cuartos de final, sin que Knaak participase en ningún partido.
El 31 de agosto de 2019 volvió a marcar en el primer partido de la fase clasificatoria de la Eurocopa ante Montenegro (10-0). participó en los siguientes dos encuentros de clasificación ante Ucrania y Grecia. En marzo de 2020 jugó la Copa Algarve, cuya final se suspendió debido a la pandemia de Covid-19, y se proclamó a Alemania campeona. También se pospuso la clasificación para la Eurocopa, y cuando se reanudó en septiembre de 2020, Knaak se lesionó en un entrenamiento previo al siguiente partido. Tras su recuperación volvió a ser convocada y alcanzó a jugar un cuarto partido ante Grecia una vez recuperada. La selección alemana se clasificó con 8 victorias en 8 encuentros.

## Estadísticas

### Clubes
Actualizado al último partido jugado el 20 de junio de 2021.
| Club | Div.          | Temporada     | Liga  | Liga  | Liga   | Copas nacionales(1) | Copas nacionales(1) | Copas nacionales(1) | Copas internacionales(2) | Copas internacionales(2) | Copas internacionales(2) | Total | Total | Total  | Media goleadora(3) |
| Club | Div.          | Temporada     | Part. | Goles | Asist. | Part.               | Goles               | Asist.              | Part.                    | Goles                    | Asist.                   | Part. | Goles | Asist. | Media goleadora(3) |
| --- | ------------- | ------------- | ----- | ----- | ------ | ------------------- | ------------------- | ------------------- | ------------------------ | ------------------------ | ------------------------ | ----- | ----- | ------ | ------------------ |
| FCR 2001 Duisburgo · Alemania |               |               |       |       |        |                     |                     |                     |                          |                          |                          |       |       |        |                    |
| 1.ª | 2007-08       | 19            | 5     |       | 1+     | ?                   |                     | -                   | -                        | -                        | 20+                      | 5     |       | 0.25   |                    |
| 1.ª | 2008-09       | 16            | 4     |       | 4      | 2                   |                     | 7                   | 0                        |                          | 27                       | 6     |       | 0.22   |                    |
| 1.ª | 2009-10       | 19            | 3     |       | 2      | 0                   |                     | 7                   | 0                        |                          | 28                       | 3     |       | 0.11   |                    |
| 1.ª | 2010-11       | 18            | 1     |       | 2      | 1                   |                     | 11                  | 0                        | -                        | 31                       | 2     |       | 0.06   |                    |
| Total club | Total club    | 72            | 13    |       | 9+     | 3+                  |                     | 25                  | 0                        |                          | 106+                     | 16+   |       | 0.15   |                    |
| Bayer 04 Leverkusen · Alemania |               |               |       |       |        |                     |                     |                     |                          |                          |                          |       |       |        |                    |
| 1.ª | 2011-12       | 19            | 0     |       | 1      | 0                   |                     | -                   | -                        | -                        | 20                       | 0     |       | 0      |                    |
| 1.ª | 2012-13       | 22            | 5     |       | 1      | 0                   |                     | -                   | -                        | -                        | 23                       | 5     |       | 0.22   |                    |
| 1.ª | 2013-14       | 22            | 8     |       | 2      | 1                   |                     | -                   | -                        | -                        | 24                       | 9     |       | 0.38   |                    |
| Arsenal Inglaterra |               |               |       |       |        |                     |                     |                     |                          |                          |                          |       |       |        |                    |
| 1.ª | 2014          | 4             | 0     | 1     | 3      | 2                   | 0                   | -                   | -                        | -                        | 7                        | 2     | 1     | 0.28   |                    |
| Total club | Total club    | 4             | 0     | 1     | 3      | 2                   | 0                   | 0                   | 0                        | 0                        | 7                        | 2     | 1     | 0.28   |                    |
| Bayer 04 Leverkusen · Alemania |               |               |       |       |        |                     |                     |                     |                          |                          |                          |       |       |        |                    |
| 1.ª | 2014-15       | 19            | 2     |       | 1      | 0                   |                     | -                   | -                        | -                        | 20                       | 2     |       | 0.10   |                    |
| 1.ª | 2015-16       | 6             | 3     |       | 1      | 0                   |                     | -                   | -                        | -                        | 7                        | 3     |       | 0.43   |                    |
| 1.ª | 2016-17       | 14            | 2     |       | 3      | 2                   |                     | -                   | -                        | -                        | 17                       | 4     |       | 0.24   |                    |
| Total club | Total club    | 102           | 20    |       | 9      | 3                   |                     | 0                   | 0                        | 0                        | 111                      | 23    |       | 0.21   |                    |
| SGS Essen · Alemania |               |               |       |       |        |                     |                     |                     |                          |                          |                          |       |       |        |                    |
| 1.ª | 2017-18       | 21            | 7     |       | 4      | 3                   |                     | -                   | -                        | -                        | 25                       | 10    |       | 0.40   |                    |
| 1.ª | 2018-19       | 22            | 4     |       | 2      | 1                   |                     | -                   | -                        | -                        | 24                       | 5     |       | 0.21   |                    |
| 1.ª | 2019-20       | 21            | 5     |       | 5      | 1                   |                     | -                   | -                        | -                        | 26                       | 6     |       | 0.23   |                    |
| Total club | Total club    | 64            | 16    |       | 11     | 5                   |                     | 0                   | 0                        | 0                        | 75                       | 21    |       | 0.28   |                    |
| Atlético de Madrid · España |               |               |       |       |        |                     |                     |                     |                          |                          |                          |       |       |        |                    |
| 1.ª | 2019-20       | -             | -     | -     | -      | -                   | -                   | 1                   | 0                        | 0                        | 1                        | 0     | 0     | 0      |                    |
| 1.ª | 2020-21       | 26            | 2     | 1     | 3      | 0                   | 0                   | 4                   | 0                        | 1                        | 33                       | 2     | 2     | 0.06   |                    |
| Total club | Total club    | 26            | 2     | 1     | 3      | 0                   | 0                   | 5                   | 0                        | 1                        | 34                       | 2     | 2     | 0.06   |                    |
| Total carrera | Total carrera | Total carrera | 268   | 51    | 2+     | 35+                 | 12+                 |                     | 30                       | 0                        | 1+                       | 333+  | 63+   | 3+     | 0.19               |
| (1) Incluye datos de Copa de Alemania (2007-20) , Copa de la Reina (2021) y Supercopa de España (2021) . (2) Incluye datos de Liga de Campeones (2008-act.). (3) No incluye goles en partidos amistosos. |               |               |       |       |        |                     |                     |                     |                          |                          |                          |       |       |        |                    |

### Selección
Actualizado al último partido jugado el 15 de junio de 2020.
| Selecciones                                                               | Año   | Otros Oficiales(4) | Otros Oficiales(4) | Otros Oficiales(4) | Mundial | Mundial | Mundial | Amistosos | Amistosos | Amistosos | Total | Total | Total  | Media goleadora |
| Selecciones                                                               | Año   | Part.              | Goles              | Asist.             | Part.   | Goles   | Asist.  | Part.     | Goles     | Asist.    | Part. | Goles | Asist. | Media goleadora |
| ------------------------------------------------------------------------- | ----- | ------------------ | ------------------ | ------------------ | ------- | ------- | ------- | --------- | --------- | --------- | ----- | ----- | ------ | --------------- |
| Sub-15                                                                    | 2006  |                    |                    |                    |         |         |         | 5         | 5         |           | 5     | 5     |        | 1.00            |
| Sub-15                                                                    | Total |                    |                    |                    |         |         |         | 5         | 5         |           | 5     | 5     |        | 1.00            |
| Sub-17                                                                    | 2006  |                    |                    |                    |         |         |         | 2         | 0         |           | 2     | 0     |        | 0               |
| Sub-17                                                                    | 2007  | 3                  | 2                  |                    |         |         |         | 2         | 1         |           | 5     | 3     |        | 0.60            |
| Sub-17                                                                    | 2008  | 5                  | 2                  |                    | 4       | 2       |         | 3         | 2         |           | 12    | 6     |        | 0.50            |
| Sub-17                                                                    | Total | 8                  | 4                  |                    | 4       | 2       |         | 7         | 3         |           | 19    | 9     |        | 0.47            |
| Sub-19                                                                    | 2009  | 1                  | 0                  |                    |         |         |         | 5         | 1         |           | 6     | 1     |        | 0.17            |
| Sub-19                                                                    | 2010  | 4                  | 4                  | 1+                 |         |         |         | 3         | 1         |           | 7     | 5     | 1+     | 0.72            |
| Sub-19                                                                    | Total | 5                  | 4                  | 1+                 |         |         |         | 8         | 2         |           | 13    | 6     | 1+     | 0.46            |
| Sub-20                                                                    | 2010  |                    |                    |                    | 5       | 0       |         | 2         | 0         |           | 7     | 0     |        | 0               |
| Sub-20                                                                    | Total |                    |                    |                    | 5       | 0       |         | 2         | 0         |           | 7     | 0     |        | 0               |
| Sub-23                                                                    | 2010  |                    |                    |                    |         |         |         | 1         | 0         |           | 1     | 0     |        | 0               |
| Sub-23                                                                    | 2011  |                    |                    |                    |         |         |         |           |           |           | 0     | 0     |        | -               |
| Sub-23                                                                    | 2012  |                    |                    |                    |         |         |         | 1         | 0         |           | 1     | 0     |        | 0               |
| Sub-23                                                                    | Total |                    |                    |                    |         |         |         | 2         | 0         |           | 2     | 0     |        | 0               |
| Abs.                                                                      | 2018  |                    |                    |                    | 2       | 0       | 0       | 3         | 1         | ?         | 5     | 1     | ?      | 0.20            |
| Abs.                                                                      | 2019  | 3                  | 1                  | 2                  |         |         |         | 4         | 0         | 0         | 7     | 1     | 2      | 0.14            |
| Abs.                                                                      | 2020  | 1                  | 0                  | 0                  |         |         |         | 2         | 0         | 0         | 3     | 0     | 0      | 0               |
| Abs.                                                                      | 2021  |                    |                    |                    |         |         |         | 1         | 0         | 0         | 1     | 0     | 0      | 0               |
| Abs.                                                                      | Total | 4                  | 1                  | 2                  | 2       | 0       | 0       | 10        | 1         | 0         | 16    | 2     | 2+     | 0.12            |
| (4) Se incluyen Eurocopas. No incluye Algarve Cup o Copa de las Naciones. |       |                    |                    |                    |         |         |         |           |           |           |       |       |        |                 |

#### Participaciones en Mundiales
| Competición         | Categoría          | Sede          | Resultado         | Partidos | Goles |
| ------------------- | ------------------ | ------------- | ----------------- | -------- | ----- |
| Mundial Sub-17 2008 | Sub-17             | Nueva Zelanda | Medalla de bronce | 4        | 2     |
| Mundial Sub-20 2010 | Sub-20             | Alemania      | Campeona          | 5        | 0     |
| Mundial de 2019     | Selección absoluta | Francia       | Cuartofinalista   | 0        | 0     |
| Total               | –                  | –             | –                 | 9        | 2     |

#### Participaciones en Eurocopas
| Competición         | Categoría | Sede                | Resultado     | Partidos | Goles |
| ------------------- | --------- | ------------------- | ------------- | -------- | ----- |
| Europeo Sub-17 2008 | Sub-17    | Suiza               | Campeona      | 2        | 0     |
| Europeo Sub-19 2010 | Sub-19    | Macedonia del Norte | Semifinalista | 4        | 4     |
| Total               | –         | –                   | –             | 6        | 4     |

## Títulos

### Campeonatos nacionales
| Título              | Club                | País     | Año  |
| ------------------- | ------------------- | -------- | ---- |
| Copa de Alemania    | FCR 2001 Duisburgo  | Alemania | 2009 |
| Copa de Alemania    | FCR 2001 Duisburgo  | Alemania | 2010 |
| DFB-Hallenpokal     | Bayer 04 Leverkusen | Alemania | 2015 |
| Supercopa de España | Atlético de Madrid  | España   | 2021 |

### Campeonatos internacionales
| Título                    | Equipo                | Sede             | Año  |
| ------------------------- | --------------------- | ---------------- | ---- |
| Campeonato Europeo Sub-17 | Selección de Alemania | Suiza            | 2008 |
| Liga de Campeones         | FCR 2001 Duisburgo    | Rusia / Alemania | 2009 |
| Mundial Sub-20            | Selección de Alemania | Alemania         | 2010 |
| Copa Algarve              | Selección de Alemania | Portugal         | 2020 |

### Distinciones individuales
| Distinción                                     | Año  |
| ---------------------------------------------- | ---- |
| Máxima goleadora del Campeonato Europeo sub-19 | 2010 |

## Vida privada
Tiene un doctorado sobre la adquisición del lenguaje escrito de niños con dificultades de aprendizaje y trabajó asistente de investigación en el campo de educación especial en la Universidad de Colonia.